# Хронологія поширення COVID-19 (жовтень 2021)
Стаття описує поширення коронавірусу тяжкого гострого респіраторного синдрому-2, що спричинив спалах коронавірусної хвороби 2019, у жовтні 2021 року. Уперше хвороба була зареєстрована в місті Ухань у КНР у грудні 2019 року.

## Хронологія пандемії

### 1 жовтня
- Фіджі підтвердили 107 нових випадків хвороби, загальна кількість випадків зросла до 51130. Зареєстровано 68 одужань, загальна кількість одужань зросла до 37148. Повідомлено про 14 нових смертей, загальна кількість смертей зросла до 631. У країні було 12859 активних випадків хвороби.[1]
- Малайзія повідомила про 11889 нових випадків хвороби, загальна кількість випадків зросла до 2257584. Одужали 15891 хворих, загальна кількість одужань зросла до 2070715.[2]
- Нова Зеландія повідомила про 20 нових випадків хвороби, загальна кількість зросла до 4291 (3935 підтверджених і 356 ймовірних). 15 хворих одужали, загальна кількість одужань зросла до 3989. Кількість померлих залишилася на рівні 27. Було 275 активних випадків хвороби (260 з місцевою передачею вірусу та 14 на кордоні).[3]
- Сінгапур повідомив про 2909 нових випадків хвороби, у тому числі 2079 з місцевою передачею вірусу, 818 мешканців гуртожитків і 12 завезених, загальна кількість випадків зросла до 99430. Було підтверджено 8 смертей, кількість померлих зросла до 103.[4]
- Україна повідомила про 12034 нових випадки за добу та 172 нові смерті за добу, загальна кількість зросла до 2435413 і 56446 відповідно; загалом одужали 2258455 хворих.[5]

### 2 жовтня
- Фіджі повідомили про 38 нових випадків хвороби, внаслідок чого загальна кількість випадків з початку квітневого спалаху досягла 51098. 20 хворих одужали, загальна кількість одужань зросла до 37168. Повідомлено про одну смерть, кількість померлих зросла до 632.[6]
- Малайзія повідомила про 11889 нових випадків хвороби, загальна кількість випадків зросла до 2257584. 15891 хворих одужали, загальна кількість одужань зросла до 2070715.[2]
- Нова Зеландія повідомила про 20 нових випадків хвороби, загальна кількість випадків зросла до 4291 (3935 підтверджених і 356 ймовірних). 15 хворих одужали, загальна кількість одужань зросла до 3989. Кількість померлих залишилася на рівні 27. Було 275 активних випадків хвороби (260 з місцевою передачею вірусу та 14 на кордоні).[3]
- Сінгапур повідомив про 2356 нових випадків хвороби, у тому числі 1938 з місцевою передачею вірусу, 412 мешканців гуртожитків і 6 завезених, загальна кількість випадків зросла до 101786. Було підтверджено 4 смерті, кількість померлих зросла до 107.[7]
- Україна повідомила про 11809 нових випадків хвороби за добу та 203 нових випадки смерті за добу, загальна кількість зросла до 2447222 і 56649 відповідно; загалом одужали 2261924 хворі.[8]
- У світі кількість смертей від коронавірусу перевищила 5 мільйонів.[9]

### 3 жовтня
- Фіджі повідомили про 34 нових випадки, загальна кількість випадків зросла до 51202. Повідомлено про 80 одужань, загальна кількість одужань зросла до 37248. Повідомлено про одну смерть, кількість померлих зросла до 633. Загалом 493 хворих з COVID-19 померли від серйозних медичних ускладнень, які вони мали перед зараженням COVID-19. Налічувалось 12828 активних випадків хвороби.[10]
- Малайзія повідомила про 9066 нових випадків хвороби, внаслідок чого загальна кількість випадків досягла 2277565. Зареєстровано 14454 одужання, загальна кількість одужань зросла до 2100565. Повідомлено про 116 смертей, кількість померлих зросла до 26683.[11]
- Нова Зеландія повідомила про 33 нові випадки хвороби, загальна кількість випадків становила 4352 (3995 підтверджених і 356 ймовірних). Одужали 9 хворих, внаслідок чого загальна кількість одужань досягла 4062. Кількість померлих залишилася на рівні 27. Було 263 активних випадки (250 з місцевою передачею вірусу та 13 на кордоні).[12]
- Сінгапур повідомив про 2057 нових випадків хвороби, у тому числі 1676 з місцевою передачею вірусу, 373 мешканці гуртожитків і 8 завезених, загальна кількість випадків зросла до 103843. Було підтверджено 6 смертей, кількість померлих зросла до 113.[13]
- В Україні за добу зареєстровано 7967 нових випадків хвороби та 126 нових смертей, загальна кількість зросла до 2455189 та 56775 відповідно; загалом одужали 2263407 хворих.[14]

### 4 жовтня
- Фіджі повідомили про 13 нових випадків хвороби в районі лікарні Накули. Із 168 випадків у районі лікарні 50 одужали, було 118 активних випадків хвороби. На острові Кадаву було зареєстровано 4 нові випадки, загальна кількість випадків зросла до 586. 556 випадків на острові одужали, а 30 знаходяться під спостереженням. Повідомлено про одну смерть у Суві, внаслідок чого кількість померлих сягнула 634. 3941 хворий одужав, а загальна кількість одужань досягла 41189. Було 8898 активних випадків хвороби.[15]
- Малайзія повідомила про 8075 нових випадків хвороби, внаслідок чого загальна кількість випадків досягла 2285640. Зареєстровано 15456 одужань, загальна кількість одужань зросла до 2116021. Повідомлено про 76 смертей, кількість померлих зросла до 26759.[16]
- Нова Зеландія повідомила про 31 новий випадок хвороби, загальна кількість випадків зросла до 4382 (4025 підтверджених і 357 ймовірних). 6 хворих одужали, загальна кількість одужань зросла до 4068. Кількість померлих залишилася на рівні 27. Було 287 активних випадків хвороби (274 з місцевою передачею вірусу та 13 на кордоні).[17]
- Сінгапур повідомила про 2475 нових випадків хвороби, у тому числі 1859 з місцевою передачею вірусу, 601 у мешканців гуртожитків і 15 завезених, загальна кількість випадків зросла до 106318. Було підтверджено 8 смертей, кількість померлих зросла до 121.[17]
- Україна повідомила про 4821 новий випадок за добу та 114 нових смертей за добу, загальна кількість зросла до 2460010 та 56889 відповідно; загалом одужали 2264523 хворих.[18]

### 5 жовтня
Щотижневий звіт Всесвітньої організації охорони здоров'я:
- На Фіджі 7 хворих залишалися в критичному стані, внаслідок чого кількість хворих із COVID-19 у лікарнях досягла 74. 8 хворих знаходились у важкому стані.[20]
- У Малайзії повідомили про 8817 нових випадків хвороби, загальна кількість випадків зросла до 2294457. Зареєстровано 15615 одужань, загальна кількість одужань зросла до 2131636.[21]
- Нова Зеландія повідомила про 42 нових випадки хвороби, загальна кількість випадів зросла до 4450 (4092 підтверджених і 358 ймовірних). Кількість одужань залишилася на рівні 4073. Кількість померлих залишилася на рівні 27. Налічувалось 350 активних випадків хвороби (334 з місцевою передачею вірусу, 15 на кордоні, один випадок досліджувався).[22] Пізніше того ж дня повідомлено про ще одну смерть.[23]
- Сінгапур повідомив про 3577 нових випадків хвороби, в тому числі 2932 з місцевою передачею вірусу, 630 мешканців гуртожитків і 15 завезених, загальна кількість випадків зросла до 113381. Було підтверджено 3 смерті, кількість померлих зросла до 133.[24]
- Україна повідомила про 9846 нових випадків хвороби за добу та 317 нових смертей за добу, загальна кількість зросла до 2469856 та 57206 відповідно; загалом одужали 2268752 хворі.[25]

### 6 жовтня
- Фіджі повідомили про 4 смерті. Було повідомлено про 49 нових випадків хвороби і 62 нових одужання, загальна кількість активних випадків становила 8871. Загальна кількість випадків, пов'язаних із квітневим спалахом, становила 51203.[26]
- Малайзія повідомила про 9380 нових випадків хвороби, загальна кількість випадків зросла до 2303837. Зареєстровано 13045 одужань, загальна кількість одужань зросла до 2144681.[27]
- Нова Зеландія повідомила про 42 нових випадки хвороби, загальна кількість випадків зросла до 4450 (4092 підтверджених і 358 ймовірних). Кількість одужань залишилася на рівні 4073. Кількість померлих залишилася на рівні 27. налічувалось 350 активних випадків хвороби (334 з місцевою передачею вірусу, 15 на кордоні, один досліджувався).[22] Пізніше того ж дня повідомили про ще одну смерть.[23]
- Сінгапур повідомив про 3577 нових випадків хвороби, у тому числі 2932 з місцевою передачею вірусу, 630 мешканців гуртожитків і 15 завезених, загальна кількість випадків зросла до 113381. Було підтверджено 3 смерті, кількість померлих зросла до 133.[28]
- Шпіцберген повідомив про свій перший випадок у керованій ізоляції.[29]
- Україна повідомила про 12662 нові випадки хвороби за добу та 320 нових смертей за добу, загальна кількість зросла до 2482518 і 57526 відповідно; загалом одужали 2273382 хворі.[30]
- Сполучене Королівство повідомило про 40 тисяч нових випадків хвороби, загальна кількість випадків зросла до 8 мільйонів.[31]

### 7 жовтня
- Фіджі повідомили про 55 нових випадків хвороби і 8 смертей.[32] Того ж дня було зареєстровано 58 нових випадків хвороби, загальна кількість випадків зросла до 51386. Повідомлено про 24 одужання, загальна кількість одужань зросла до 47315. Повідомлено про 2 смерті, внаслідок чого кількість померлих зросла до 249. Загалом 527 хвори з COVID-19 померли від інших серйозних захворювань. По всій країні налічувалось 2895 активних випадків хвороби.[33]
- Малайзія повідомила про 9890 нових випадків хвороби, загальна кількість випадків зросла до 2313727. Одужали 12884 хворих, внаслідок чого загальна кількість одужань склала 2157565.[34]
- Нова Зеландія повідомила про 31 новий випадок хвороби, загальна кількість випадків зросла до 4480 (4122 підтверджених і 358 ймовірних). Одужали 4 хворих, загальна кількість одужань зросла до 4077. Кількість померлих залишилася на рівні 27. Налічувалось 376 активних випадків хвороби (362 підтверджених, 13 з місцевою передачею вірусу та один досліджувався).[35]
- Сінгапур повідомив про 3483 нові випадки хвороби, включаючи 2783 з місцевою передачею вірусу, 692 мешканців гуртожитків і 8 завезених, загальна кількість випадків зросла до 116864. Було підтверджено 3 смерті, кількість померлих зросла до 136.[36]
- Україна повідомила про 15125 нових випадків хвороби за добу та 314 нових смертей за добу, загальна кількість зросла до 2497643 та 57840 відповідно; загалом одужали 2277762 хворих.[37]
- У Сполучених Штатах Америки кількість випадків хвороби перевищила 44 мільйони.[38]

### 8 жовтня
- Фіджі повідомили про 40 нових випадків хвороби та 252 одужання, кількість активних випадків становила 2676. Повідомлено також про 4 смерті (одна сталася в червні, а дві — в липні через затримку видачі свідоцтв про смерть).[39]
- Малайзія повідомила про 9751 новий випадок хвороби, загальна кількість випадків хвороби до 2323478. Зареєстровано 12724 нові одужання, загальна кількість одужань зросла до 2170289.[40]
- Нова Зеландія повідомила про 47 нових випадків хвороби, загальна кількість випадків зросла до 4527 (4169 підтверджених і 358 ймовірних). Кількість одужань залишилася на рівні 4077. Кількість померлих оновлено до 28. Налічувалось 422 активних випадки (406 з місцевою передачею вірусу та 16 на кордоні).[41]
- Сінгапур повідомив про 3590 нових випадків хвороби, у тому числі 2825 з місцевою передачею вірусу та 765 у гуртожитках, загальна кількість випадків зросла до 120454. Було підтверджено 6 смертей, кількість померлих зросла до 142.[42]
- Україна повідомила про 16362 нові випадки хвороби за добу та 241 нову смерть за добу, загальна кількість зросла до 2514005 і 58081 відповідно; загалом одужали 2282482 хворі.[43]

### 9 жовтня
- Фіджі повідомили про 57 нових випадків хвороби, одночасно 49 хворих були госпіталізовані. 48 хворих одужали, кількість активних випадків зросла до 2685. Кількість померлих залишилася на рівні 653.[44]
- Малайзія повідомила про 8743 нові випадки хвороби, загальна кількість випадків зросла до 2332221. Зареєстровано 14422 одужання, загальна кількість одужань зросла до 2184711.[45]
- Нова Зеландія повідомила про 36 нових випадків хвороби, загальна кількість випадків до 4563 (4205 підтверджених і 358 ймовірних). 39 хворих одужали, загальна кількість одужань зросла до 4116. Кількість померлих залишилася на рівні 28. Зареєстровано 419 активних випадків (402 у громаді та 17 на кордоні).[46]
- Сінгапур повідомив про 3703 нові випадки, включаючи 2868 з місцевою передачею вірусу, 832 мешкали в гуртожитках і 3 завезених, загальна кількість випадків зросла до 124157. Було підтверджено 11 смертей, кількість померлих зросла до 153.[47]
- Україна повідомила про 15908 нових випадків хвороби за добу та 250 нових смертей за добу, загальна кількість зросла до 2529913 і 58331 відповідно; загалом одужали 2287846 хворих.[48]

### 10 жовтня
- Фіджі повідомили про 16 нових випадків хвороби, внаслідок чого загальна кількість випадків, пов'язаних із квітневим спалахом, досягла 51429. Повідомлено про 62 нових одужання, кількість активних випадків становила 2636. Кількість померлих залишилася на рівні 653.[49]
- Індонезія повідомила про 894 нові випадки хвороби, загальна кількість випадків зросла до 4227932. 1584 хворі одужали, а 39 померли, внаслідок чого загальна кількість одужань зросла до 4060851, а загальна кількість смертей — до 142651.[50] Посадовці попередили про можливе збільшення кількості випадків хвороби під час та після різдвяно-новорічних свят.[51]
- Малайзія повідомила про 7373 нові випадки хвороби та 10959 нових одужань.[52]
- Нова Зеландія повідомила про 61 новий випадок хвороби, загальна кількість випадків зросла до 4624 (4265 підтверджених і 359 ймовірних). 24 хворі одужали, загальна кількість одужань зросла до 4140. Кількість померлих залишилася на рівні 28. Налічувалось 456 активних випадків хвороби (438 з місцевою передачею вірусу та 18 на кордоні).[53]
- У Сінгапурі повідомили про 2809 нових випадків хвороби, у тому числі 2176 з місцевою передачею вірусу, 631 у гуртожитках і 2 завезених, загальна кількість випадків зросла до 126966. Було підтверджено 9 смертей, кількість померлих зросла до 162.[54]
- Україна повідомила про 11344 нові випадки хвороби за добу та 162 нові смерті за добу, загальна кількість зросла до 2541257 і 58493 відповідно; загалом одужали 2290427 хворих.[55]

### 11 жовтня
- Фіджі повідомили про 36 нових випадків хвороби, внаслідок чого загальна кількість випадків, пов'язаних із квітневим спалахом, досягла 51465.[56]
- Малайзія повідомила про 6709 нових випадків хвороби, внаслідок чого загальна кількість випадків досягла 2346303. Зареєстровано 10883 одужання, загальна кількість одужань зросла до 2206502. Зареєстровано 93 смерті, кількість померлих зросла до 27422.[57]
- Нова Зеландія повідомила про 35 нових випадків хвороби, загальна кількість випадків зросла до 4659 (4300 підтверджених і 359 ймовірних). 22 хворі одужали, загальна кількість одужань зросла до 4162. Кількість померлих залишилася на рівні 28. Налічувалось 469 активних випадків хвороби (452 у громаді та 17 на кордоні).[58]
- У Сінгапурі повідомили про 2263 нові випадки хвороби, у тому числі 1949 з місцевою передачею вірусу, 306 у гуртожитках і 8 завезених, загальна кількість випадків зросла до 129259. Було підтверджено 10 смертей, кількість померлих зросла до 172.[59]
- Україна повідомила про 8832 нових випадки хвороби за добу та 207 нових смертей за добу, загальна кількість зросла до 2550089 та 58700 відповідно; загалом одужали 2292480 хворих.[60]

### 12 жовтня
- Фіджі повідомили про 63 нових випадки хвороби. Повідомлено про 10 смертей, кількість померлих зросла до 663.[61]
- Малайзія повідомила про 7276 нових випадків хвороби, загальна кількість випадків зросла до 2353579. Зареєстровано 10555 одужань, загальна кількість одужань зросла до 2217057. Зареєстровано 103 смерті, кількість померлих зросла до 27525.[62]
- Нова Зеландія повідомила про 46 нових випадків хвороби, загальна кількість випадків зросла до 4704 (4345 підтверджених і 359 ймовірних). 20 хворих одужали, загальна кількість одужань зросла до 4182. Кількість померлих залишилася на рівні 28. Налічувалось 494 активні випадки хвороби (476 з місцевою передачею вірусу та 18 на кордоні).[63]
- Сінгапур повідомив про 2976 нових випадків хвороби, в тому числі 2721 з місцевою передачею вірусу, 251 проживав у гуртожитках і 4 завезені, загальна кількість випадків зросла до 132305. Було підтверджено 11 смертей, кількість померлих зросла до 183.[64]
- Україна повідомила про 11996 нових випадків хвороби за добу та 352 нові смерті за добу, загальна кількість зросла до 2562085 і 59052 відповідно; загалом одужали 2297899 хворих.[65]

### 13 жовтня
Щотижневий звіт ВООЗ:
- Фіджі повідомили про 50 нових випадків хвороби.[61]
- Малайзія повідомила про 7950 нових випадків хвороби, загальна кількість випадків зросла до 2361529. Повідомлено про 10832 одужання, загальна кількість одужань зросла до 2227889. Повідомлено про 68 смертей, кількість померлих зросла до 27593.[67]
- Нова Зеландія повідомила про 55 нових випадків хвороби, загальна кількість випадків зросла до 4759 (4400 підтверджених і 359 ймовірних). Зареєстровано 2 одужання, загальна кількість одужань зросла до 4184. Кількість померлих залишилася на рівні 28. Налічувалось 547 активних випадків хвороби (529 з місцевою передачею вірусу та 18 на кордоні).[68]
- Сінгапур повідомив про 3190 нових випадків хвороби, у тому числі 2686 з місцевою передачею вірусу, 498 проживали в гуртожитках і 6 завезених, загальна кількість випадків зросла до 135395. Було підтверджено 9 смертей, кількість померлих зросла до 192.[69]
- Україна повідомила про 16309 нових випадків хвороби за день і 471 новий випадок смерті за день, загальна кількість зросла до 2578394 і 59523 відповідно; загалом одужав 2304361 хворий.[70]

### 14 жовтня
- Малайзія повідомила про 8084 нові випадки хвороби, загальна кількість випадків зросла до 2369613. Зареєстровано 12456 одужань, загальна кількість одужань зросла до 2240345. Повідомлено про 88 смертей, кількість померлих зросла до 27681.[71]
- Нова Зеландія повідомила про 72 нові випадки хвороби, загальна кількість випадків зросла до 4831 (4472 підтверджених і 359 ймовірних). Одужали 2 хворих, загальна кількість одужань зросла до 4186. Кількість померлих залишилася на рівні 28. Налічувалось 617 активних випадків хвороби (599 з місцевою передачею вірусу та 18 на кордоні).[72]
- Сінгапур повідомив про 2932 нові випадки хвороби, включаючи 2412 з місцевою передачею вірусу, 517 у гуртожитках і 3 завезених, загальна кількість випадків зросла до 138327. Було підтверджено 15 смертей, кількість померлих зросла до 207.[73]
- Україна повідомила про 18881 новий випадок хвороби за добу та 412 нових смертей за добу, загальна кількість зросла до 2597275 та 59935 відповідно; загалом одужав 2311991 хворий.[74]

### 15 жовтня
- Малайзія повідомила про 7420 нових випадків хвороби, внаслідок чого загальна кількість випадків досягла 2 377 033. Зареєстровано 11413 одужань, загальна кількість одужань зросла до 2251758.[75]
- Нова Зеландія повідомила про 66 нових випадків хвороби, загальна кількість одужань зросла до 4897 (4538 підтверджених і 359 ймовірних). Кількість одужань залишилася на рівні 4186, а кількість померлих — 28. Налічувалось 683 активні випадки хвороби (664 з місцевою передачею вірусу та 19 на кордоні).[76]
- У Сінгапурі повідомили про 3445 нових випадків хвороби, у тому числі 2823 з місцевою передачею вірусу, 620 у гуртожитках і 2 завезених, загальна кількість випадків зросла до 141772. Було підтверджено 8 смертей, кількість померлих зросла до 215.[77]
- Україна повідомила про 13624 нові випадки хвороби за добу та 202 нові смерті за добу, загальна кількість випадків зросла до 2610899 і 60137 відповідно; загалом одужали 2316582 хворі.[78]

### 16 жовтня
- За минулу добу на Фіджі зареєстровано 53 нові випадки хвороби, кількість смертей залишилася на рівні 663.[79]
- Малайзія повідомила про 7493 нові випадки хвороби, загальна кількість випадків зросла до 2384542. Зареєстровано 9531 одужання, загальна кількість одужань зросла до 2261289. Зареєстровано 88 смертей, кількість померлих зросла до 27858.[80]
- Нова Зеландія повідомила про 43 нових випадки хвороби, загальна кількість випадків зросла до 4939 (4580 підтверджених і 359 ймовірних). Зареєстровано 60 одужань, загальна кількість одужань зросла до 4246. Кількість померлих залишилася на рівні 28. Налічувалось 665 активних випадків хвороби (646 з місцевою передачею вірусу та 19 на кордоні).[81]
- Сінгапур повідомив про 3348 нових випадків хвороби, у тому числі 2688 з місцевою передачею вірусу, 656 у гуртожитках і 4 завезених, загальна кількість випадків зросла до 145120. Було підтверджено 9 смертей, кількість померлих зросла до 224.[82]
- Україна повідомила про 12983 нові випадки хвороби за добу та 277 нових смертей за добу, загальна кількість зросла до 2623882 та 60414 відповідно; загалом одужали 2322456 хворих.[83]

### 17 жовтня
- Малайзія повідомила про 6145 нових випадків хвороби, загальна кількість випадків зросла до 2390687. Зареєстровано 9231 одужання, загальна кількість одужань зросла до 2270520. Зареєстровано 63 смерті, кількість померлих зросла до 27921.[84]
- Нова Зеландія повідомила про 53 нових випадки хвороби, загальна кількість випадків зросла до 4991 (4632 підтверджених і 359 ймовірних). Зареєстровано 75 одужань, загальна кількість одужань зросла до 4321. Кількість померлих залишилася на рівні 28. Зареєстровано 642 активних випадки хвороби (621 з місцевою передачею вірусу та 21 на кордоні).[85]
- Сінгапур повідомив про 3058 нових випадків хвороби, у тому числі 2454 з місцевою передачею вірусу, 601 проживав у гуртожитках і 3 завезених, загальна кількість випадків зросла до 148178. Було підтверджено 9 смертей, кількість померлих зросла до 233.[86]
- Україна повідомила про 11288 нових випадків хвороби за добу та 219 нових смертей за добу, загальна кількість зросла до 2635170 та 60633 відповідно; загалом одужали 2325997 хворих.[87]

### 18 жовтня
- Малайзія повідомила про 5434 нові випадки хвороби, загальна кількість випадків зросла до 2396121. Зареєстровано 8435 одужань, загальна кількість одужань зросла до 2278955. Зареєстровано 72 смерті, кількість померлих зросла до 27993.[88]
- Нова Зеландія повідомила про 65 нових випадків хвороби, загальна кількість випадків зросла до 5055 (4696 підтверджених і 359 ймовірних). Зареєстровано 54 нових одужання, загальна кількість одужань зросла до 4375. Кількість померлих залишилася на рівні 28. Налічувалося 652 активних випадки хвороби (633 з місцевою передачею вірусу та 19 на кордоні).[89]
- У Сінгапурі повідомили про 2553 нові випадки хвороби, у тому числі 2008 з місцевою передачею вірусу, 544 у гуртожитках і один завезений, загальна кількість випадків зросла до 150731. Було підтверджено 6 смертей, кількість померлих зросла до 239.[90]
- Україна повідомила про 9524 нові випадки хвороби за добу та 177 нових смертей за добу, загальна кількість зросла до 2644694 та 60810 відповідно; загалом одужали 2329418 хворих.[91]
- У Сполучених Штатах Америки кількість випадків хвороби перевищила 45 мільйонів.[92]

### 19 жовтня
Щотижневий звіт Всесвітньої організації охорони здоров'я:
- Фіджі повідомили про 22 нових випадки за минулу добу, а кількість смертей залишилася на рівні 663. 38 хворих були госпіталізовані, причому 2 перебували у важкому стані, а ще один у критичному стані.[94]
- Малайзія повідомила про 5745 нових випадків хвороби, загальна кількість випадків зросла до 2401866. Зареєстровано 8933 одужання, загальна кількість одужань зросла до 2287888. Зареєстровано 69 смертей, кількість померлих зросла до 28062.[95]
- Нова Зеландія повідомила про 99 нових випадків хвороби, загальна кількість випадків зросла до 5153 (4794 підтверджених і 359 ймовірних). Зареєстровано 14 одужань, внаслідок чого загальна кількість одужань становила 4389. Кількість померлих залишилися на рівні 28. Налічувалось 736 активних випадків хвороби (713 з місцевою передачею вірусу та 23 на кордоні).[96]
- Сінгапур повідомив про 3994 нові випадки хвороби, включаючи 3480 з місцевою передачею вірусу, 501 проживав у гуртожитках і 13 завезених, загальна кількість випадків зросла до 154725. Було підтверджено 7 смертей, що довело кількість померлих зросла до 246.[97]
- Україна повідомила про 15579 нових випадків хвороби за добу та рекордні 538 нових смертей за добу, загальна кількість зросла до 2660273 та 61348 відповідно; загалом одужали 2337194 хворі.[98]

### 20 жовтня
- Малайзія повідомила про 5516 нових випадків хвороби, загальна кількість випадків зросла до 2407382. Зареєстровано 9401 одужання, загальна кількість одужань зросла до 2297289. Зареєстровано 76 смертей, кількість померлих зросла до 28138.[99]
- Нова Зеландія повідомила про 62 нові випадки хвороби, загальна кількість випадків зросла до 5213 (4854 підтверджених і 359 ймовірних). 6 хворих одужали, загальна кількість одужань зросла до 4395. Кількість померлих залишилася на рівні 28. Налічувалось 790 активних випадків хвороби (767 з місцевою передачею вірусу та 23 на кордоні).[100]
- Сінгапур повідомив про 3862 нові випадки хвороби, включаючи 3221 з місцевою передачею вірусу, 630 проживали в гуртожитках та 11 завезених, загальна кількість випадків зросла до 158587. Було підтверджено 18 смертей, кількість померлих зросла до 264.[101]
- Україна повідомила про 18912 нових випадків хвороби за добу та 495 нових смертей за добу, загальна кількість зросла до 2679185 та 61843 відповідно; загалом одужали 2344799 хворих.[102]

### 21 жовтня
- Малайзія повідомила про 6210 нових випадків хвороби, загальна кількість випадків зросла до 2413592. Кількість одужань залишилася на рівні 2296021. Зареєстровано 96 смертей, загальна кількість померлих зросла до 28234.[103]
- Нова Зеландія повідомила про 104 нові випадки хвороби, загальна кількість одужань зросла до 5315 (4956 підтверджених і 359 ймовірних). Один хворий одужав, внаслідок чого загальна кількість одужань зросла до 4396. Кількість померлих залишилася на рівні 28. Налічувався 891 активний випадок хвороби (868 з місцевою передачею вірусу та 23 на кордоні).[104]
- Сінгапур повідомив про 3439 нових випадків хвороби, у тому числі 2937 з місцевою передачею вірусу, 500 проживали в гуртожитках і 2 завезених, загальна кількість випадків зросла до 162026. Було підтверджено 16 смертей, кількість померлих зросла до 280.[105]
- Україна повідомила про рекордні 22415 нових випадків за добу та про рекордні 546 нових смертей за добу, загальна кількість зросла до 2 701 600 і 62389 відповідно; загалом одужали 2352835 хворих.[106]
- Головний тренер мюнхенської «Баварії» Юліан Нагельсманн отримав позитивний тест на COVID-19, незважаючи на те, що був повністю вакцинований.[107]

### 22 жовтня
- Малайзія повідомила про 630 нових випадків хвороби, загальна кількість випадків зросла до 2420222. Зареєстровано 7630 одужань, загальна кількість одужань зросла до 2311213. Зареєстровано 78 смертей, кількість померлих зросла до 28312.[108]
- Нова Зеландія повідомила про 134 нові випадки хвороби, загальна кількість випадків зросла до 5449 (5090 підтверджених і 359 ймовірних). 6 хворих одужали, загальна кількість одужань зросла до 4402. Кількість померлих залишилася на рівні 28. Налічувалось 1019 активних випадків хвороби (992 з місцевою передачею вірусу та 27 на кордоні).[109]
- Сінгапур повідомив про 3637 нових випадків хвороби, у тому числі 3039 з місцевою передачею вірусу, 592 мешкали в гуртожитках і 6 завезених, загальна кількість випадків зросла до 165663. Було підтверджено 14 смертей, кількість померлих зросла до 294.[110]
- Україна повідомила про рекордні 23785 нових випадків за добу та рекордні 614 нових смертей за добу, загальна кількість зросла до 2725385 та 63003 відповідно; загалом одужали 2361365 хворих.[111]

### 23 жовтня
- Малайзія повідомила про 5828 нових випадків хвороби, загальна кількість випадків зросла до 2426050. Зареєстровано 9178 одужань, загальна кількість одужань зросла до 2320391. Зареєстровано 42 смерті, кількість померлих зросла до 28354.[112]
- Нова Зеландія повідомила про 106 нових випадків хвороби, загальна кількість випадків зросла до 5554 (5194 підтверджених і 360 ймовірних). 5 хворих одужали, загальна кількість одужань зросла до 4407. Кількість померлих залишилася на рівні 28. Налічувалося 1119 активних випадків хвороби (1090 з місцевою передачею вірусу та 29 на кордоні).[113]
- Сінгапур повідомив про 3598 нових випадків хвороби, у тому числі 2804 з місцевою передачею вірусу, 790 проживали в гуртожитках і 4 завезені, загальна кількість випадків зросла до 169261. Було підтверджено 6 смертей, кількість померлих зросла до 300.[114]
- Україна повідомила про 23229 нових випадків хвороби за добу та 483 нові смерті за добу, загальна кількість зросла до 2748614 і 63486 відповідно; загалом одужали 2369695 хворих.[115]

### 24 жовтня
- Малайзія повідомила про 5666 нових випадків хвороби, загальна кількість випадків зросла до 2431716. Зареєстровано 6978 одужань, загальна кількість одужань зросла до 2327369. Зареєстровано 46 смертей, кількість померлих зросла до 28400.[116]
- Нова Зеландія повідомила про 85 нових випадків хвороби, загальна кількість випадків зросла до 5638 (5278 підтверджених і 360 ймовірних). 50 хворих одужали, загальна кількість одужань зросла до 4457. Кількість померлих залишилася на рівні 28. налічувалось 1153 активні випадки хвороби (1122 з місцевою передачею вірусу та 31 на кордоні).[117]
- Сінгапур повідомив про 3383 нові випадки хвороби, включаючи 2708 з місцевою передачею вірусу, 667 у гуртожитках і 8 завезених, загальна кількість випадків зросла до 172644. Було підтверджено 15 смертей, кількість померлих зросла до 315.[118]
- Україна повідомила про 20791 новий випадок за добу та 386 нових смертей за добу, загальна кількість зросла до 2769405 та 63872 відповідно; загалом одужали 2375776 хворих.[119]

### 25 жовтня
- Малайзія повідомила про 4782 нові випадки хвороби, загальна кількість зросла до 2436498. Зареєстровано 7414 одужань, загальна кількість одужань зросла до 2334783. Зареєстровано 92 смерті, кількість померлих зросла до 28492.[120]
- Нова Зеландія повідомила про 111 нових випадків хвороби, загальна кількість випадків зросла до 5749 (5389 підтверджених і 360 ймовірних). 8 хворих одужали, внаслідок чого загальна кількість одужань досягла 4465. Кількість померлих залишилася на рівні 28. Налічувалися 1256 активних випадків хвороби (1223 з місцевою передачею вірусу та 33 на кордоні).[121]
- Сінгапур повідомив про 3174 нових випадки хвороби, включаючи 2843 з місцевою передачею вірусу, 322 проживали в гуртожитках і 9 завезених, загальна кількість випадків зросла до 175818. Було підтверджено 14 смертей, кількість померлих зросла до 329.[122]
- В Іспанії кількість випадків хвороби перевищила 5 мільйонів.[123]
- Україна повідомила про 14634 нові випадки хвороби за добу та 330 нових смертей за добу, загальна кількість зросла до 2784039 і 64202 відповідно; загалом одужали 2380374 хворі.[124]

### 26 жовтня
Щотижневий звіт Всесвітньої організації охорони здоров'я:
- За минулу добу на Фіджі було зареєстровано 25 нових випадків хвороби, а 19 жовтня було зареєстровано 39 нових випадків хвороби. Кількість померлих залишилася на рівні 663.[126]
- Малайзія повідомила про 5726 нових випадків хвороби, загальна кількість до 2442224. Зареєстровано 5607 одужань, загальна кількість одужань зросла до 2340390. Зареєстровано 84 смерті, кількість померлих зросла до 28576.[127]
- Нова Зеландія повідомила про 80 нових випадків хвороби, загальна кількість випадків зросла до 5822 (5462 підтверджених і 360 ймовірних). 97 хворих одужали, загальна кількість одужань зросла до 4562. Кількість померлих залишилася на рівні 28. Налічувалось 1232 активні випадки хвороби (1209 з місцевою передачею інфекції та 23 на кордоні).[128]
- Сінгапур повідомив про 3277 нових випадків хвороби, у тому числі 2984 з місцевою передачею вірусу, 288 проживають у гуртожитках і 5 завезених, загальна кількість випадків зросла до 179085. Було підтверджено 10 смертей, кількість померлих зросла до 339.[129]
- Україна повідомила про 19120 нових випадків хвороби за день і рекордні 734 нові смерті за день, внаслідок чого загальна кількість випадків досягла 2803159 і 64936 відповідно; загалом одужали 2390112 хворих.[130]

### 27 жовтня
- Фіджі повідомили про 51 новий випадок хвороби, внаслідок чого загальна кількість випадків, пов'язаних із спалахом у квітні 2021 року, досягла 51958. Кількість померлих зросла до 673.[131]
- Малайзія повідомила про 6148 нових випадків хвороби, внаслідок чого загальна кількість випадків досягла 2448372. Зареєстровано 7595 одужань, загальна кількість одужань зросла до 2347985. Зареєстровано 98 смертей, кількість померлих зросла до 28674.[132]
- У Новій Зеландії повідомили про 78 нових випадків хвороби, загальна кількість випадків досягла 5899. 5 хворих одужали, внаслідок чого загальна кількість одужань зросла до 4567. Кількість померлих залишилася на рівні 28. Налічувалось 1304 активні випадки хвороби (1280 з місцевою передачею інфекції та 24 на кордоні).[133]
- Сінгапур повідомив про 5324 нові випадки хвороби, включаючи 4651 з місцевою передачею вірусу, 661 проживав у гуртожитках і 12 завезених, загальна кількість випадків зросла до 184419. Було підтверджено 10 смертей, кількість померлих зросла до 349.[134]
- Україна повідомила про 22574 нових випадки хвороби за добу та 692 нові смерті за добу, загальна кількість зросла до 2825733 і 65628 відповідно; загалом одужали 2401705 хворих.[135]

### 28 жовтня
- Фіджі повідомили про 13 нових випадків карантину в Північному окрузі.[136]
- Малайзія повідомила про 6377 нових випадків хвороби, внаслідок чого загальна кількість випадків досягла 2454749. Зареєстровано 6637 одужань, загальна кількість одужань зросла до 2354622. Повідомлено про 95 смертей, кількість померлих зросла до 28769.[137]
- У Новій Зеландії повідомили про 97 нових випадків хвороби, загальна кількість випадків досягла 5995. 7 хворих одужали, загальна кількість одужань досягла 4574. Кількість померлих залишилася на рівні 28. Налічувалось 1393 активні випадки хвороби (1363 з місцевою передачею вірусу, 29 на кордоні та один досліджувався).[138]
- Сінгапур повідомив про 3432 нові випадки хвороби, включаючи 3171 з місцевою передачею вірусу, 252 проживали в гуртожитках і 9 завезеним (включаючи один випадок зараження варіантом Delta Plus AY.4.2), внаслідок чого загальна кількість випадків досягла 187851. Було підтверджено 15 смертей, кількість померлих зросла до 364.[139]
- Україна повідомила про рекордні 26071 новий випадок за добу та 576 нових смертей за добу, загальна кількість зросла до 2851804 та 66204 відповідно; загалом одужали 2411711 хворих.[140]

### 29 жовтня
- Малайзія повідомила про 6060 нових випадків хвороби, внаслідок чого загальна кількість випадків досягла 2460809. Зареєстровано 7297 одужань, загальна кількість одужань зросла до 2361919. Зареєстровано 63 смерті, кількість померлих зросла до 28832.[141]
- Нова Зеландія повідомила про 129 нових випадків хвороби, внаслідок чого загальна кількість випадків досягла 6124. Зареєстровано 6 одужань, загальна кількість одужань зросла до 4580. Кількість померлих залишилася на рівні 28. Налічувались 1516 активних випадків хвороби (1484 з місцевою передачею вірусу та 31 на кордоні).[142]
- У Сінгапурі повідомили про 4248 нових випадків хвороби, у тому числі 3710 з місцевою передачею вірусу, 536 у гуртожитках і 2 завезених, загальна кількість випадків зросла до 192099. Було підтверджено 16 смертей, кількість померлих зросла до 380.[143]
- Тонга повідомила про перший випадок хвороби на своїй території у сезонного робітника, який повернувся з Крайстчерча в Новій Зеландії.[144]
- Україна повідомила про рекордні 26870 нових випадків хвороби за добу та 648 нових смертей за добу, загальна кількість зросла до 2878674 та 66852 відповідно; загалом одужали 2421495 хворих.[145]
- За даними Університету Джонса Гопкінса, кількість смертей у світі перевищила 5 мільйонів, та підтверджено майже 250 мільйонів випадків хвороби.[146]

### 30 жовтня
- Малайзія повідомила про 5854 нові випадки хвороби, загальна кількість випадків зросла до 2466663. Зареєстровано 6715 одужань, загальна кількість одужань зросла до 2368634. Зареєстровано 44 смерті, кількість померлих зросла до 28876.[147]
- У Новій Зеландії повідомили про 162 нових випадки хвороби, загальна кількість яких досягла 6285. 5 хворих одужали, загальна кількість одужань зросла до 4585. Кількість померлих залишилася на рівні 28. Налічувалось 1672 активні випадки хвороби (1638 з місцевою передачею вірусу та 33 на кордоні).[148]
- У Сінгапурі повідомили про 3112 нових випадків хвороби, у тому числі 2608 з місцевою передачею вірусу, 500 у гуртожитках і 4 завезених, загальна кількість випадків зросла до 195211. Було підтверджено 14 смертей, кількість померлих зросла до 394.[149]
- Україна повідомила про 26198 нових випадків хвороби за день і 541 нову смерть за день, загальна кількість зросла до 2904872 і 67393 відповідно; загалом одужали 2430944 хворі.[150]

### 31 жовтня
- Малайзія повідомила про 4979 нових випадків хвороби, внаслідок чого загальна кількість випадків досягла 2471642. Зареєстровано 6127 одужань, загальна кількість одужань зросла до 237461. Зареєстровано 36 смертей, кількість померлих зросла до 28912.[151]
- У Новій Зеландії повідомили про 143 нові випадки хвороби, загальна кількість випадків зросла до 6428. Зареєстровано 62 одужання, загальна кількість одужань зросла до 4647. Кількість померлих залишилася на рівні 28. налічувались 1753 активні випадки хвороби (1721 з місцевою передачею вірусу, 31 на кордоні та один досліджувався).[152]
- У Сінгапурі повідомили про 3163 нові випадки хвороби, у тому числі 2745 з місцевою передачею вірусу, 414 у гуртожитках і 4 завезених, загальна кількість випадків зросла до 198374. Було підтверджено 13 смертей, кількість померлих зросла до 407.[153]
- Україна повідомила про 17430 нових випадків хвороби за добу та 336 нових смертей за добу, загальна кількість зросла до 2922302 та 67729 відповідно; загалом одужали 2436213 хворих.[154]

## Резюме
Країни та території, які підтвердили перші випадки захворювання протягом жовтня 2021 року:
| Дата           | Країна або територія |
| -------------- | -------------------- |
| 6 жовтня 2021  | Шпіцберген           |
| 29 жовтня 2021 | Тонга                |

Станом на кінець жовтня лише такі країни та території не повідомляли про випадки зараження SARS-CoV-2:
Азія
- Кокосові острови
- Острів Різдва
- Північна Корея
- Туркменістан

Океанія
- Острови Кука
- Науру
- Ніуе
- Острів Норфолк
- Піткерн
- Токелау
- Тувалу